# Parafia Najświętszego Imienia Maryi w Czepielowicach
Parafia Najświętszego Imienia Maryi – rzymskokatolicka parafia w Czepielowicach. Parafia należy do dekanatu Brzeg północ w archidiecezji wrocławskiej.

## Historia parafii
Parafia została erygowana w 1958 roku. Obsługiwana jest przez księży archidiecezjalnych.

## Liczba mieszkańców i zasięg parafii
Parafia liczy 2227 mieszkańców, swym zasięgiem duszpasterskim obejmuje ona miejscowości:
- Kościerzyce,
- Lubicz,
- Nowe Kolnie,
- Śmiechowice,
- Złota Gęś.

### Szkoły i przedszkola
- Publiczne Przedszkole w Kościerzycach,
- Publiczna Szkoła Podstawowa w Czepielowicach.

## Inne kościoły i kaplice
- Kościół Wniebowzięcia Najświętszej Maryi Panny w Kościerzycach – kościół filialny.

### Cmentarze
- Cmentarz parafialny w Czepielowicach,
- Cmentarz parafialny w Kościerzycach[2].

## Parafialne księgi metrykalne
| Księgi metrykalne | Okres ewidencji |
| ----------------- | --------------- |
| chrztów           | od 1945         |
| ślubów            | od 1945         |
| zgonów            | od 1945         |